# Klorparaffiner
Klorparaffiner är klorerade kolväten med raka kolkedjor som består av 10 till 30 kolatomer med 40–70 % av väteatomerna utbytta mot kloratomer. 
Klorparaffiner indelas i kort-, mellan- och långkedjiga beroende på kolkedjans längd. Kortkedjiga har 10 till 13 kolatomer, mellankedjiga 14 till 17 kolatomer och långkedjiga har fler än 17 kolatomer.
Klorparaffiner används bland annat i kyl- och smörjmedel i metallbearbetande industri,  som tillsatsmedel i fogmassor, färg, plast och gummi, som mjukgörare och flamskyddsmedel. De är stabila, svårnedbrytbara föreningar som kan bioackumuleras i miljön. Kort- och mellankedjiga klorparaffiner är mycket giftiga för vattenlevande organismer och kan ge skadliga långtidseffekter i vattenmiljön. Kortkedjiga klorparaffiner är identifierade som ämnen som inger mycket stora betänkligheter (SVHC) i REACH. Kortkedjiga klorparaffiner är också upptagna som långlivade organiska föroreningar (POP) i LRTAP-konventionen.